# Miltinus atripennis
Miltinus atripennis är en tvåvingeart som beskrevs av Paramonov 1955. Miltinus atripennis ingår i släktet Miltinus och familjen Mydidae. Inga underarter finns listade i Catalogue of Life.